# Philippe Adamski
Philippe Adamski, född 8 april 1985 i Dechy, är en fransk orienterare som blev världsmästare i stafett 2011. Han har även vunnit två EM-silver och ett EM-brons.